# 체네리 베이스 터널
체네리 베이스 터널(CBT, 이탈리아어: Galleria di base del Monte Ceneri)은 스위스 티치노주의 철도 베이스 터널이다. 이 터널은 마가디노 플랫의 카모리노와 루가노 근처의 베치아 사이 몬테 체네리 아래를 통과한다. 몬테 체네리 터널을 통해 이전의 고지대 철도 경로를 우회한다. 길이가 각각 15.4km인 2개의 단일 트랙 터널로 구성되어 있다. 스위스 알프스를 가로지르는 더 빠른 남북철도 연결을 위해 알프스를 횡단하는 새로운 철도 연결 프로젝트(NRLA)의 일부이다.
시기리노 근처의 탐사 터널은 1999년과 2003년 사이에 체네리 베이스 터널 수준의 암석층에 대한 지질학적 데이터를 얻기 위해 굴착되었다. 이러한 데이터를 바탕으로 기존의 발파 방식으로 대부분의 터널을 굴착하고, 더 빠른 TBM(터널 보링 머신)을 사용하여 일부만 시추하기로 결정했다. CBT와 고트하르트 베이스 터널은 모두 알프트란짓 고트하르트 AG의 스위스 연방 정부 계약에 따라 건설되었다. 2개의 단일 트랙 보어 건설은 2006년 3월에 시작되었다. CBT 건설 단계의 공식 시작은 2006년 6월 2일에 기초석을 깔면서 준공식을 하였다. 최종 돌파는 2016년 1월 21일(서관)과 2016년 1월 26일(동관)에 이루어졌다. 철도 서비스는 2020년 9월 4일에 시작되어 2020년 12월에 화물을 위해 운영되었다.
개통 시 체네리 베이스 터널은 고트하르트 베이스 터널의 중요한 남쪽 지류가 되었다. 몬테 체네리를 가로지르는 기존의 비례적으로 가파르고 굽은 트랙은 고속, 대형 화물 열차에 적합하지 않기 때문이다. 또 다른 피더는 마조레 호수를 따라 있는 루이노 링크로, 이탈리아에서 고트하르트 베이스 터널의 개통을 예상하여 업그레이드하려고 한다. 두 링크는 미래의 카모리노 노드(이탈리아어: Nodo di Camorino)의 마가디노 플랫에서 만난다. CBT는 주로 두 개의 주요 도시인 로카르노와 루가노 사이뿐만 아니라 벨린초나와 루가노 사이의 지역 열차 교통을 완화할 것이다. TILO의 이동시간, S-반, 로카르노에서 루가노까지가 50분에서 22분으로 단축되었다.

## 역사
체네리 베이스 터널은 체네리 축을 통과하는 경로 중 가장 낮고 마가디노 플랫의 카모리노와 루가노 근처의 베치아를 연결한다. 그것은 교통이 역사적인 몬테 체네리 터널을 통과하는 기존의 높은 고도의 철도를 우회할 수 있도록 한다. 스위스 연방 철도의 전액 출자 자회사인 알프트란짓 고트하르트 AG (ATG)가 개발 중인 NRLA(New Rail Link through the Alps) 프로그램이라고 하는 광범위한 노력의 한 요소일 뿐이다.(SBB). 2020년 12월에 운영이 시작되었을 때, 체네리 베이스 터널은 더 긴 고트하르트 베이스 터널과 협력하여 기존의 노선보다 화물과 여객 열차의 경로를 더 평탄하게 제공함으로써 스위스 북부의 취리히와 이탈리아 북부의 밀라노 사이의 여행 시간을 크게 단축하기 시작했다.
체네리 베이스 터널에는 서로 40m 떨어져 있고 325m의 균일한 간격으로 교차 통로로 연결된 단일 트랙이 포함된 한 쌍의 평행 구멍이 있다. 카모리노와 베치아 마을 사이에 걸쳐 있으며, 총 길이는 39.78km이다. 동쪽 구멍의 길이는 15.45km이고, 서쪽 구멍의 길이는 15.28km이다. 환기 및 물류 활동을 제어하는 운영 센터가 시기리노에 건설되었다. 운영상 체네리 베이스 터널은 양방향으로 운행하는 매일 300개 이상의 열차가 사용할 것으로 예상된다. ETCS 레벨2 신호가 제공되어야 하며, 열차가 최대 시속 250km의 속도로 이를 통과할 수 있다. 체네리 베이스 터널의 비상 상황을 처리하기 위해 스위스 연방 철도는 전용 구조 열차를 확보했다. 이들은 특수 소방 장비와 독립적인 공기 공급 장치와 같은 기타 유용한 시설을 갖추고 있다.
체네리 베이스 터널은 2001년 7월 스위스 연방 위원회의 승인을 받아 세부 계획 활동을 진행할 수 있는 길을 열었다. 터널로 선택한 경로에 대한 의회 추가 승인이 2003년에 접수되었으며, 건설을 위한 첫 번째 자금이 2005년에 집행되었다. 2007년 4월 동안 알프트란짓 고트하르트 AG는 최초의 지하 구간 건설을 위해 Sfr85m($91.52m) 계약을 체결했다. 계약 대상은 루가노에 기반을 둔 CMC JV(Consorzio Monte Ceneri), CSC 콘소시움, 툰에 기반을 둔 프루티거 AG(Frutiger), 아라우에 기반을 둔 로트블레츠(Rothpletz), Lienhard & Cie였다. 2009년 6월 동안 알프트란짓 고트하르트 AG의 이사회는 터널 건설에 대한 주요 계약을 Consorzio Condotte Cossi 컨소시엄에 수주했다고 발표했다. 당시 터널은 2020년 12월까지 운영을 시작할 예정이었다.  이 계약의 가치는 16억 달러에 상응한다. 체네리 베이스 터널의 예상 총비용은 25억 8000만 달러이다.

## 같이 보기
- NRLA
- 고트하르트 베이스 터널
- 뢰치베르크 베이스 터널
- 치머베르크 베이스 터널